# Sam Hird
Adrian Samuel Hird (7 de septiembre de 1987) es un  exfutbolista y entrenador inglés. Actualmente dirige al Bolton Wanderers de la EFL League One. Como jugador, fue defensa central o mediocampista defensivo y, sobre todo, tuvo largas temporadas tanto en el Doncaster Rovers como en el Chesterfield. También jugó para Grimsby Town, Alfreton Town y Barrow.

## Trayectoria

### Leeds United
Nacido en Norton, Doncaster, South Yorkshire, firmó un contrato con Aston Villa a una edad temprana, tras llamar la atención de los ojeadores, antes de pasar a firmar para la Academia Leeds United a la edad de diez años. Inicialmente jugó como delantero antes de convertirse en defensa en Leeds. Fue capitán de los equipos juvenil y de reserva antes de seguir adelante.

### Doncaster Rovers
Fue fichado por Doncaster Rovers en una cesión de tres meses de Leeds United en febrero de 2007. Fue liberado por Leeds al final de la temporada 2006-07 y fue firmado por Doncaster Rovers el 2 de julio de 2007. Se unió a Grimsby Town en préstamo de un mes en noviembre de 2007. Esto se extendió por un segundo mes en diciembre.
Irrumpió en el equipo de Doncaster a finales de la temporada 2007-08 después de que una crisis de lesiones afectara a los Rovers en defensa. Realizó varias actuaciones impresionantes y formó parte del equipo que venció al Leeds United (su antiguo club) 1-0 en el estadio de Wembley en la final de los play-offs de la League One para ganar el ascenso al Campeonato.
Formó una impresionante pareja con Matt Mills en la primera temporada de Rovers en el Campeonato. Ha estado dentro y fuera del equipo a lo largo de los años, pero siempre fue visto como un jugador confiable en un equipo de rovers muy impresionante. En 2011, volvió a firmar una extensión de contrato, esta vez por un año más. En mayo de 2012, fue liberado por el club, luego de rechazar la oferta de un nuevo contrato para unirse a Chesterfield.

### Chesterfield
El 2 de junio de 2012 acordó un contrato de 2 años con el Chesterfield, e inmediatamente recibió el brazalete de capitán. El 16 de mayo de 2014, firmó un nuevo contrato con los Spireites. En julio de 2014, jugó un papel clave en la victoria de pretemporada de su club por 3-1 contra su primer club, el Aston Villa de la Premier League, anotando el primer gol en la victoria por 3-1. Firmó un nuevo contrato que lo mantiene en los 'Spireites' hasta el verano de 2017 después de una exitosa primera temporada con el club en la Liga Uno después de llegar a los playoffs.
Después de la temporada 2015-16, fue nombrado Jugador del año de Chesterfield, además de ganar los premios adicionales al Jugador del año de varios patrocinadores del club y periódicos locales. Se perdió gran parte de la temporada 2017-18 por lesión, en la que Chesterfield descendió. Fue liberado por Chesterfield al final de la temporada 2017-18 después de hacer más de 230 apariciones durante un período de 6 años.
El 22 de octubre de 2018, se unió al Alfreton Town de la Liga Nacional Norte con un contrato de mes a mes para recuperar la forma física después de una larga temporada lesionado.

### Barrow
El 8 de enero de 2019, se unió al Barrow de la Liga Nacional en una transferencia gratuita desde Alfreton Town. La temporada siguiente, ganó el ascenso de regreso a la Liga de Fútbol cuando Barrow se coronó campeón bajo la guía del excompañero de equipo del jugador, Ian Evatt. En su primera temporada en la EFL, fue un habitual del equipo de Cumbria bajo la dirección de David Dunn, luego capitaneó al equipo bajo el mando del técnico interino Rob Kelly durante el período de Navidad, cuando una buena racha de resultados puso al club en una posición saludable antes de nombrar a Michael Jolley como nuevo gerente. 
Jolley supervisó un gran cambio de jugadores en la ventana de enero, al tiempo que eliminó a varios jugadores del equipo, incluido el propio -. Después de perder ocho de sus primeros nueve juegos a cargo, Jolley fue despedido por el club de Cumbria y Rob Kelly una vez más asumió el cargo de gerente interino, con la difícil tarea de mantener a los Cumbrianos en la EFL. se convirtió en asistente de Kelly por el resto de la temporada, y Barrow logró mantener su lugar en la Liga Dos, estando cinco puntos por encima de la zona de descenso. finalmente decidió retirarse de su carrera como jugador, a los 33 años.

## Como entrenador
En enero de 2018, comenzó a estudiar para obtener su licencia de entrenador de la UEFA B, junto con su excompañero Tommy Lee, y la obtuvo en enero de 2019. A partir de 2022, es entrenador con licencia A de la UEFA.

### Barrow
Asumió como asistente del gerente de Rob Kelly en Barrow a fines de febrero de 2021, con el club en la parte inferior de la tabla de la Liga Dos, y finalmente ayudó al club a mantener su lugar.

### Bolton vagabundos
El 2 de julio de 2021, se unió al Bolton Wanderers de League One como entrenador del primer equipo, vinculándose una vez más con su excompañero de equipo y entrenador Ian Evatt. También intervino como gerente del equipo de reservas de Bolton. El 27 de mayo de 2022, Matt Craddock asumió su papel como director del equipo de reservas, dejando a únicamente como entrenador del primer equipo.

## Estadísticas
| Club                    | Season        | League                | League | League | FA Cup | FA Cup | League Cup | League Cup | Other | Other | Total | Total |
| Club                    | Season        | Division              |        | Goles  | Part.  | Goles  | Part.      | Goles      | Part. | Goles | Part. | Goles |
| ----------------------- | ------------- | --------------------- | ------ | ------ | ------ | ------ | ---------- | ---------- | ----- | ----- | ----- | ----- |
| Leeds United            | 2006–07       | Championship          | 0      | 0      | 0      | 0      | 0          | 0          | 0     | 0     | 0     | 0     |
| Doncaster Rovers (loan) | 2006–07       | League One            | 5      | 0      | 0      | 0      | 0          | 0          | 0     | 0     | 5     | 0     |
| Doncaster Rovers        | 2007–08       | League One            | 4      | 0      | 0      | 0      | 0          | 0          | 5     | 0     | 9     | 0     |
| Doncaster Rovers        | 2008–09       | Championship          | 37     | 1      | 4      | 1      | 1          | 0          | 0     | 0     | 42    | 2     |
| Doncaster Rovers        | 2009–10       | Championship          | 36     | 0      | 2      | 0      | 1          | 0          | 0     | 0     | 39    | 0     |
| Doncaster Rovers        | 2010–11       | Championship          | 32     | 0      | 2      | 0      | 1          | 0          | 0     | 0     | 35    | 0     |
| Doncaster Rovers        | 2010–11       | Championship          | 31     | 0      | 1      | 0      | 2          | 0          | 0     | 0     | 34    | 0     |
| Doncaster Rovers        | Total         | Total                 | 145    | 1      | 9      | 1      | 5          | 0          | 5     | 0     | 164   | 2     |
| Grimsby Town (loan)     | 2007–08       | League Two            | 17     | 0      | 1      | 0      | 0          | 0          | 0     | 0     | 18    | 0     |
| Chesterfield            | 2012–13       | League Two            | 41     | 2      | 1      | 0      | 1          | 0          | 1     | 0     | 44    | 2     |
| Chesterfield            | 2013–14       | League Two            | 35     | 2      | 2      | 0      | 1          | 0          | 6     | 0     | 44    | 2     |
| Chesterfield            | 2014–15       | League One            | 28     | 3      | 5      | 0      | 1          | 0          | 2     | 0     | 36    | 3     |
| Chesterfield            | 2015–16       | League One            | 40     | 2      | 1      | 0      | 1          | 0          | 1     | 0     | 43    | 2     |
| Chesterfield            | 2016–17       | League One            | 35     | 1      | 0      | 0      | 1          | 0          | 1     | 0     | 37    | 1     |
| Chesterfield            | 2017–18       | League Two            | 24     | 0      | 1      | 0      | 1          | 0          | 1     | 0     | 27    | 0     |
| Chesterfield            | Total         | Total                 | 203    | 10     | 10     | 0      | 6          | 0          | 12    | 0     | 231   | 10    |
| Alfreton Town           | 2018–19       | National League North | 3      | 0      | 1      | 0      | -          | -          | 0     | 0     | 4     | 0     |
| Barrow                  | 2018–19       | National League       | 11     | 0      | 0      | 0      | -          | -          | 0     | 0     | 11    | 0     |
| Barrow                  | 2019–20       | National League       | 33     | 0      | 1      | 0      | -          | -          | 1     | 0     | 35    | 0     |
| Barrow                  | 2020–21       | League Two            | 15     | 1      | 1      | 0      | 1          | 0          | 2     | 0     | 19    | 1     |
| Barrow                  | Total         | Total                 | 59     | 1      | 2      | 0      | 1          | 0          | 3     | 0     | 65    | 1     |
| Career totals           | Career totals | Career totals         | 427    | 12     | 23     | 1      | 12         | 0          | 20    | 0     | 482   | 13    |

## Honores
Doncaster Rovers
- English Football League Trophy: 2006–07
- Final de los play-offs de la Football League One: 2007-08

Chesterfield
- English Football League Two: 2013-14

Barrow
- National League (liga): 2019-20